# TriStar Pictures
TriStar Pictures, Inc. (pronunțat ca Tri-Star până în 1991) este un studio de film și o companie de producție americană care este membră al Sony Pictures Motion Picture Group, care este parte a conglomeratului multinațional Sony. Este o companie soră cu studioul Sony Columbia Pictures.
TriStar Pictures a fost fondat la 2 martie 1982 de Victor Kaufman ca Nova Pictures, și de atunci a lansat unele dintre cele mai emblematice filme ale Hollywood, precum Terminatorul 2: Ziua Judecății, Instinct primar, Rambo II și primul film Hollywood cu Godzilla. Pe 16 mai 1983, numele i-a fost schimbat în Tri-Star pentru a evita confuzie cu serialul PBS Nova.
Inițial un parteneriat între Columbia Pictures, CBS și HBO, ale căror unități de video individuale se ocupau de drepturile video, de difuzare și de plată prin cablu la produsele sale, compania a realizat un număr de succese la box office cu buget modest în anii 1980, și de asemenea acorduri de distribuție fortuite cu Producers Sales Organization, Carolco Pictures și Taft Entertainment Group. De asemenea, s-a extins ambițios în timpul deceniului cu achiziția Loews Theatres și formarea propriului său braț de televiziune. Printre diversele succese realizate de TriStar pe cont propriu în acest deceniu se numără Trăiește clipa, Muppets ocupă Manhattan-ul, Un geniu autentic, Nimic în comun, Peggy Sue se mărită, Directorul, Uite cine vorbește și Magnolii de oțel.
Pe 15 noiembrie 1985, CBS a părăsit parteneriatul, vânzându-și acțiunile la Columbia Pictures. HBO și-a vândut acțiunile la același studio în 1986 pentru a forma HBO Pictures. Pe 21 decembrie 1987, Tri-Star Pictures, Inc. a fost redenumit Columbia Pictures Entertainment, Inc. urmând fuziunii de către The Coca-Cola Company a Columbia și Tri-Star ca să devină "Columbia/Tri-Star", din care deținea 80% din stoc. În ianuarie 1988, stocurile CPE au scăzut oarecum, iar Coca-Cola și-a redus stocul în CPE la 49%. Pe 13 aprilie 1988, numele companiei a revenit la Tri-Star Pictures, Inc. Pe 8 noiembrie 1989, Sony Corporation of Japan a achiziționat Columbia Pictures Entertainment pentru 3 4 miliarde de $. Pe 7 august 1991, sub Sony Pictures Entertainment, cratima a fost scoasă oficial din numele studioului. TriStar a devenit primul studio de film major de la RKO Pictures, care a fost fondat în 1928.
În timpul anilor 1990, TriStar a operat autonom de Columbia. Deși produsele sale nu se distingeau în mare parte față de compania sa soră, a avut curând un șir de succese la box office cu filme ca Nopți albe în Seattle, Philadelphia, Cele două fețe ale dragostei, Jerry Maguire, Mai bine nu se poate și Jumanji, și a înregistrat de asemenea un succes video major cu Matilda de Danny DeVito. Totuși, în 1998, compania a căzut în vremuri grele urmând dezamăgirii la box office al unui remake ambițios filmului cu monștri japonez Godzilla, iar Sony a răspuns rapid fuzionându-l cu Columbia pentru a forma Columbia TriStar Motion Pictures Group. Numele TriStar a fost folosit ulterior de Sony într-un mod foarte limitat până în 2004, când compania a decis să transforme studioul într-o etichetă de genuri specializată în achiziții. În 2015, Sony a format TriStar Productions ca un vehicul pentru producții de film și televiziune. TriStar Pictures este în prezent folosit ca un vehicul pentru distribuția de produse de la această nouă entitate și a altor articole de la Sony Pictures Entertainment, inclusiv titluri de la Sony Pictures Worldwide Acquisitions.
TriStar Pictures este un membru al Asociației Cineaștilor din America (ACA).

## Istorie
Conceptul de TriStar Pictures a fost ideea lui Victor Kaufman, un executiv senior al Columbia Pictures (atunci o filială a Coca-Cola).

## Logo-uri
Logo-ul TriStar prezintă un Pegas (fie staționar sau zburând prin ecran). Ideea a venit de la executivul Victor Kaufman și interesul familiei sale în călăritul de cai. Logo-ul original a fost creat cu asistența lui Sydney Pollack, care a fost un consilier la Tri-Star. Calul în logo-ul original filmat a fost același cal folosit în filmul lui Pollack Călărețul electric.